# 김기수 (국악인)
김기수(金琪洙, 일본식 이름:光山哲三, 1917년 11월 22일 ~ 1986년 10월 21일)는 일제강점기, 대한민국의 대금 연주자이자 신국악 작곡의 선두자이다. 아호는 죽헌(竹軒), 또는 순한국어로 풀어서 '대마루'라고도 한다.

## 생애
경성부 출생이다. 일제강점기에 조선 왕실 관리를 위해 설치된 이왕직 아악부의 아악부원양성소에서 국악을 공부하였고, 이왕직아악부에서 아악수와 아악사를 맡았다.
1941년 획기적인 창작 국악곡으로 꼽히는 〈세우영(細雨影)〉을 작곡했으며, 광복 후에는 대한민국 국악계의 토대를 닦았다. 흔히 창작국악과 국악작곡의 개척자로 불린다.
1951년부터는 국립국악원에서 국악사, 장악과장, 악사장으로 일했다. 1964년에 중요무형문화재 제1호 〈종묘제례악〉, 1971년 중요무형문화재 제39호 〈처용무〉의 예능보유자로 인정받았다.
1973년 국립국악원 원장에 임명되었고 국립국악고등학교 교장을 역임하며 국악에 대한 저서를 다수 저술하여 국악계의 대부격으로 활동했다. 국립국악원에 그의 호를 딴 '죽헌실'이라는 전시실이 따로 마련되어 있다. 대한민국예술원 회원도 지냈다.

## 평가
독주곡·관현악곡·무용음악·의식음악 등 수많은 작품을 남겼으며, 많은 전통 음악 악보를 채보했다. 또한 많은 교재와 국악입문서를 발간해 국악 교육의 기틀을 마련했으며, 악기를 개량하고 복원하는 등 한국 전통 악기의 개량 사업에도 심혈을 기울였다.

### 친일 논란
성악곡 《황화만년지곡(皇化萬年之曲)》 등 친일 국악곡을 작곡하여 2008년 민족문제연구소가 선정한 친일인명사전 수록예정자 명단 음악인 부문에 포함되었다. 일본 건국 2600주년을 기념하여 일본 천황을 칭송하는 내용의 《황화만년지곡》은 이능화의 시에 곡을 붙인 것이다. 김기수는 이 명단에 수록된 음악인 가운데 친일자료의 편수는 많지 않으나 친일행위의 정도가 노골적이라고 평가된 경우이다.

## 같이 보기
- 이왕직 아악부
- 국립국악원
- 국립국악고등학교

## 참고자료
- 국립국악원, 전시실 - 죽헌실
- 안주연, 죽헌 김기수의 음악세계와 그의 대표작 『송광복』분석 [깨진 링크(과거 내용 찾기)] (국악고등학교 홈페이지 - 전통음악 자료실)
- “친일인명사전 명단 관련 문화계 반응 - "무책임한 발표" "친일행적 참회" 엇갈려”. 조선일보 (연합뉴스 인용). 2005년 8월 29일. 2012년 1월 15일에 원본 문서에서 보존된 문서. 2008년 5월 11일에 확인함.
- “일제가 키웠던 '대한민국 음악가들'”. 중앙일보. 2003년 4월 22일.